# Photo Suisse
Photo Suisse est l'organisation qui réunit la majorité des clubs photographiques de Suisse.
Elle est membre de la Fédération internationale de l'art photographique (FIAP).